# Pribina
Pribina (a frank krónikákban Priwina vagy Privina), (800 körül – 861) morva származású gróf, a Nyitrai Fejedelemség első ismert uralkodója (825?–833), majd előbb rang nélkül (840?–847), 847-től 861-ig frank hűbéres grófként (comes) állt a Rába és Dráva közti terület élén. Életének eseményeit legbővebben a Libellus de conversione Bagoariorum et Carantanorum című salzburgi krónika írja le (a 870-es évekből). Pribina fejedelmet a mai Szlovákiában az első szlovák uralkodónak tartják.

## Élete

### Nyitra élén
Nyitrai uralkodása alatt valamikor 827 vagy 828 körül, noha pogány volt még, engedélyezte egy keresztény templom építését, amit a salzburgi érsek szentelt fel Szent Emmerám tiszteletére. Így akarta megszerezni a Frank Birodalom támogatását Mojmír, a szomszédos morva fejedelem fenyegetése ellen.
Feleségül vette egy bajor nemes leányát, akitől született majdani utóda, Kocel.
A köztudatban élő elképzelés szerint 833-ban I. Mojmír morva fejedelem elűzte, majd Pribina nyitrai fejedelemségét a Morva Fejedelemséghez csatolva létrehozta a ma Nagymorávia néven emlegetett államot. A rendelkezésünkre álló kevés forrás azonban nem feltétlenül igazolja a fenti álláspontot: elképzelhető, hogy Mojmír volt a Nyitrai Fejedelemség első vezetője, sőt a források Pribina szláv származásáról sem szólnak. A Conversio 10. kaputja mindössze tud a múltjáról: quidam Priwina exulatus a Moimaro duce Maravorum supra Danubium venit at Radbodum.

### Száműzetésben
833-ban Pribina fiával együtt Ratpod prefektushoz és pannoniai grófhoz menekült, rajta keresztül került kapcsolatba Német Lajossal, aki ekkor a bajor királyi címet viselte. Lajos parancsára keresztelkedett meg Traismauerban. Ratpoddal később szintén konfliktusa támadt, és a Szerémségbe menekül a bolgárokhoz, ahonnan hamarosan a Szlavóniai Fejedelemségbe, Ratimir sziszeki központjába került. Ratimir ekkor a bolgárok hűbérese volt. 838-ban azonban Lajos király parancsára Ratpod hadjáratot indított Ratimir ellen és megdöntötte uralmát.

### Alsó-Pannonia élén
Pribina Ratimar 838-as behódolását követően hűségesküt tett Német Lajosnak, akik előbb a Zala-vidék rang nélküli hűbéresévé nevezte ki, majd 847-ben Alsó-Pannonia grófjává (comes) emelte. A Zala folyó környékén, a Balaton közelében jött létre központja Mosaburg (Mocsárvár) néven, ami a mai Zalavár helyén állt és a vára a Várszigeten épült. Szűz Mária tiszteletére emelt templomát 850-ben Liutpram salzburgi érsek szentelte fel.
Az frank–avar háború idején a terület avar és szláv lakossága megcsappant. A szlávok, egyes vélemények szerint szlovének ugyan többségbe jutottak, de a provincia lakossága nagyon gyér volt. Pribina vezetése alatt erőteljessé vált a bajor bevándorlás, az ekkori új falvak mind német nevűek voltak. Egyre több templomra volt szükség, köztük Mosaburgban is épült még kettő. Az egyik Keresztelő Szent János, a másik Szent Adrianus tiszteletére. Utóbbit bajor mesterek építették magának Liutpram érseknek a vezetésével. Pribina az egyházhoz apátságot (officium ecclesiasticum) is csatolt, ami a Szent István-kori zalavári Szent Adorján-monostor elődje volt. Nagyon sok új plébánia is létesült, amelyekhez a papokat a salzburgi érsekség biztosította. A plébániák megszaporodása miatt Adalwin salzburgi érsek 859 után a Mosaburgot az érsekség új esperességének (archipresbyterium), központjává tette. Első esperese Richpald lett.
A Conversio szerint grófi tisztsége és Mosaburg Kocelre szállt „apja halála után, akit a morvák megöltek”. Ebből sokan azt a következtetést vonták le, hogy a frank hűbéresként Rasztiszláv ellen vívott csatában vesztette életét (861), azonban halálának körülményei tisztázatlanok.